# GRETSCH BROTHERS
GRETSCH BROTHERS（グレッチ・ブラザーズ）は日本の音楽ユニット。

## 概要
90年代のネオ・ロカビリー・ブームを牽引したMAGICのサウンドメーカー山口憲一と原宿のロカビリーバンドSANDRA DEEの日野勝雄というグレッチ・ギターを愛する二人のロカビリー・ユニット。伝説のロカビリー・アイドルことリーヴァイ・デクスター（ex-Levi & The Rockats）との親交も深いことからコラボ作品も発表された。

## メンバー
- 日野勝雄 - ボーカル、ギター
- 山口憲一 - ボーカル、ギター

## ディスコグラフィー

### アルバム
1. SNAKE & DRAGON (2011年7月20日)
2. ALL THRU THE NITE / LEVI DEXTER & GRETSCH BROTHERS (2013年6月26日)